# Ichnestoma albomaculata
Ichnestoma albomaculata är en skalbaggsart som beskrevs av Hippolyte Louis Gory och Achille Rémy Percheron 1833. Ichnestoma albomaculata ingår i släktet Ichnestoma och familjen Cetoniidae. Utöver nominatformen finns också underarten I. a. fuscipennis.